# 12. marts
12. marts er dag 71 i året i den gregorianske kalender (dag 72 i skudår). Der er 294 dage tilbage af året.
Dagens navn er Gregorius.

### Begivenheder
Født - Dødsfald
- 1088 - Urban 2. bliver valgt til pave.
- 1664 - New Jersey bliver engelsk koloni.
- 1783 - I en overdådighedsforordning får bondestanden forbud mod at drikke kaffe.
- 1852 - Romanen Onkel Toms Hytte af Harriet Beecher Stowe udkommer.
- 1881 - Frankrig okkuperer Tunesien.
- 1894 - De første Coca-Colaer sælges på flaske.
- 1909 - Ved kommunalvalgene i Danmark kan kvinder for første gang stemme og stille op, efter en lovændring 20. april året før.
- 1912 - Kaptajn Albert Berry udfører første faldskærmsudspring fra en flyvemaskine.
- 1912 - Pigespejderbevægelsen grundlægges i USA af Juliette Gordon Low.
- 1913 - Canberra bliver hovedstad i Australien.
- 1917 - Arbejdere og studenter tager magten i Sankt Petersborg (daværende Petrograd), Rusland.
- 1917 - Izvestia, det officielle sovjetiske nyhedsorgan, grundlægges.
- 1918 - Moskva bliver igen hovedstaden i Rusland efter Sankt Petersborg (daværende Petrograd) havde haft denne status i 215 år.
- 1931 - Kristelig Fagforening stiftes.
- 1933 - Den første koncentrationslejr, Sachsenhausen, åbnes i Oranienburg udenfor Berlin.
- 1938 - Nazityskland annekterer nabolandet Østrig ved Anschluss efter tyske tropper dagen inden er gået over grænsen.
- 1940 - I Moskva afsluttes den russisk-finske vinterkrig.
- 1941 - Indbyggerne på Hebriderne gemmer tusinder af flasker whisky fra et skibbrud for myndighederne.
- 1947 - USA's præsident Harry Truman præsenterer Trumandoktrinen, som går ud på at inddæmme de socialistiske lande og bekæmpe befrielsesbevægelserne; det sker under en tale i kongressen.
- 1967 - Indira Gandhi vælges til leder af Kongrespartiet og udnævnes til premierminister.
- 1969 - Paul McCartney gifter sig med fotografen Linda Eastman.
- 1976 - Sveriges kong Carl 16. Gustav forloves med frøken Sylvia Sommerlath.
- 1980 - Der udstedes for første gang en 20-kroneseddel i Danmark.
- 1986 - I Sverige vælges socialdemokraten Ingvar Carlsson til at efterfølge den myrdede statsminister Olof Palme.
- 1992 - En statue af Stan Laurel (Gøg) rejses i nærheden af hans tidligere hjem i Dockway Square, North Shields.
- 1992 - De første danske soldater i FN's fredsbevarende styrke rejser til Serbien.
- 1993 - Flere bomber eksploderer i Mumbai, Indien og dræbte omkring 300 og sårede flere hundrede.
- 1999 - De tidligere Warszawapagtlande Tjekkiet, Ungarn og Polen indtræder i NATO.
- 2000 - 6th Screen Actors Guild Awards afholdes.
- 2003 - Den serbiske premierminister Zoran Đinđić bliver myrdet i Beograd.
- 2011 - En turbinebygning på Fukushima I atomkraftværk eksploderer og sender relativt lidt radioaktiv damp ud i atmosfæren. Dette sker dagen efter området er ramt af en tsunami efter et jordskælv i havet ved Sendai.[1]

### Født
- 1726 - Hans Holck, dansk journalist, forfatter og filantrop (død 1783).
- 1759 - Rasmus Nyerup, dansk litteraturhistoriker (død 1829).
- 1790 - John Frederic Daniell, engelsk kemiker (død 1845).
- 1824 - Gustav Robert Kirschhoff, tysk fysiker (død 1887).
- 1863 - Gabriele d'Annunzio, italiensk forfatter (død 1938).
- 1881 - Kemal Atatürk, tyrkisk reformator (død 1938).
- 1890 - Evert Taube, svensk troubadour (død 1976).
- 1912 - Sixten Sason, svensk industridesigner (død 1967).
- 1921 - Gianni Agnelli, italiensk iværksætter og formand for Fiat (død 2003).
- 1922 - Jack Kerouac, amerikansk forfatter (død 1969).
- 1923 - Wally Schirra, amerikansk astronaut (død 2007).
- 1925 - Leo Esaki, japansk fysiker.
- 1928 - Edward Albee, amerikansk dramatiker.
- 1928 - Henning Bahs, dansk manuskriptforfatter, scenograf mm. (død 2002).
- 1931 - Knut Bohwim, norsk skuespiller og instruktør (død 2020).
- 1940 - Al Jarreau, amerikansk sanger (død 2017).
- 1942 - Ratko Mladić, serbisk hærchef og krigsforbryder.
- 1946 - Liza Minnelli, amerikansk sanger og skuespiller.
- 1946 - Theresa Knorr, amerikansk seriemorder.
- 1947 - Jan-Erik Enestam, finsk politiker.
- 1947 - Mitt Romney, amerikansk politiker
- 1948 - James Taylor, amerikansk musiker og sangskriver.
- 1948 - Ole Thestrup, dansk skuespiller (død 2018).
- 1956 - Jost Gippert, tysk sprogforsker.
- 1957 - Steve Harris, engelsk bassist i Iron Maiden.
- 1962 - Niels Ellegaard, dansk skuespiller og instruktør.
- 1975 - Valerie Nicolas, fransk håndboldspiller.
- 1979 - Irina Poltoratskaja, russisk håndboldspiller.
- 1979 - Pete Doherty, britisk musiker i babyshambles.
- 1986 - Danny Jones, engelsk musiker i McFly.
- 1987 - Peter Castle, engelsk fodboldspiller.
- 1993 - Jeppe Tverskov, dansk fodboldspiller.
- 1994 - Christina Grimmie, amerikansk sanger og pianist. (død 2016)

### Dødsfald
- 604 - Gregor 1., italienskfødt pave (født ca. 540).
- 1637 - Anders Arrebo, dansk digter (født 1587).
- 1699 - Peder Schumacher Griffenfeld, dansk statsmand (født 1635).
- 1832 - Friedrich Kuhlau, tysk-dansk komponist (født 1786).
- 1838 - Poul Martin Møller, dansk forfatter og filosof (født 1794).
- 1888 - Carl Wiibroe, dansk bryggeripioner (født 1812).
- 1925 - Sun Yat-sen, kinesisk revolutionær og politiker (født 1866).
- 1943 - Gustav Vigeland, norsk skulptør (født 1869).
- 1945 - Anne Frank, tysk-jødisk dagbogsskribent (født 1929).
- 1955 - Charlie Bird Parker, amerikansk jazzmusiker (født 1920).
- 1974 - Lis Groes, dansk politiker og minister (født 1910).
- 1977 - Thøger Olesen, dansk sangskriver (født 1923).
- 1978 - John Cazale, italiensk-amerikansk skuespiller (født 1935).
- 1984 - Gotha Andersen, dansk lærer og skuespiller (født 1921).
- 1989 - Yehudi Menuhin, amerikansk violinist (født 1916).
- 2001 - Robert Ludlum, amerikansk forfatter (født 1927).
- 2002 - Erhard Jacobsen, dansk politiker og stifter af Centrumdemokraterne (født 1917).
- 2008 - Lazare Ponticelli, den sidste overlevende franske veteran fra Første Verdenskrig (født 1897).
- 2011 - Joe Morello, amerikansk jazztrommeslager (født 1928).
- 2012 - Niels Baunsøe, dansk cyklist (født 1939).
- 2015 - Terry Pratchett, britisk fantasyforfatter (født 1948).
- 2016 - Lloyd Shapley, amerikansk matematiker og økonom (født 1923).